# Spånga-Järfälla skola

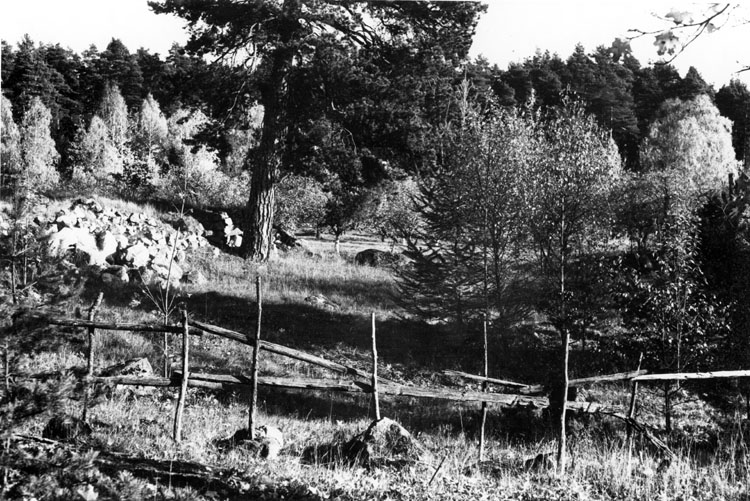
Platsen för Spånga-Järfällas första skola vid Lilla Tensta i Spånga. Skolan var i bruk åren 1810-1845. Hjulstaskolan. Fotoår 1951.

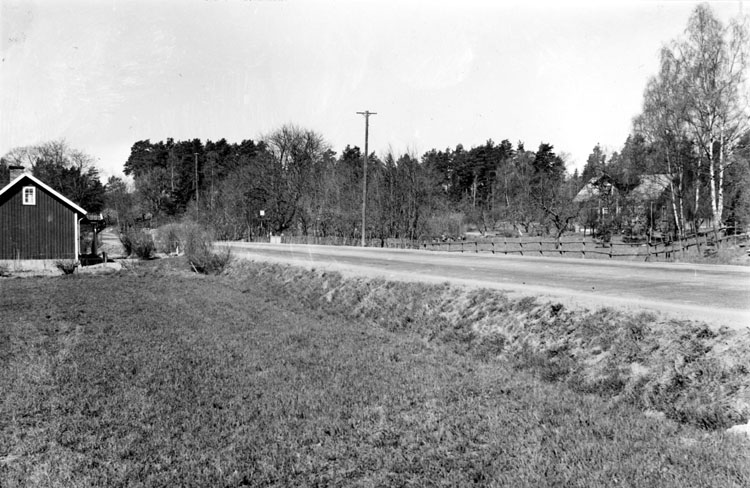
Platsen för den första Spånga-Järfälla skola. Skolan, som stod klar 1810, låg ungefär mitt emellan de båda byggnaderna. Till höger ligger Elinsborg och skolan låg strax till vänster om denna byggnad. I förgrunden ligger Enköpingsvägen. Till vänster ligger Henrikslund (Didrikslund enligt karta från 1865-1875). Den gemensamma skolorganisationen för Spånga och Järfälla varade till år 1845.

Spånga-Järfälla skola var en skola som låg vid Lilla Tensta i Spånga i Västerort inom Stockholms kommun i Spånga socken i Sollentuna härad. Skolan startade år 1810 på Hjulsta gårds ägor i Spånga socken. Den gemensamma skolorganisationen för Spånga och Järfälla varade till år 1845.

## Bakgrund

### Rudbecks donation
År 1798 donerade hovmarskalken, greve Adolf Rudbeck (1726-1801) 111 riksdaler till en gemensam skolinrättning för Spånga och Järfälla socknar. Två år senare bad kyrkoherden även socknarnas egendomsägare att lämna bidrag till denna skolbyggnad. År 1804 hade man samlat in 1046 riksdaler, men pengarna räckte ändå inte. Därför sålde man 100 tunnor spannmål ur socknarnas spannmålsmagasin och fick på så vis ytterligare 600 riksdaler. Adolf Rudbeck ägde och bebodde Görvälns slott åren 1779-1796, och år 1796 flyttade han till Almare-Stäkets gård. År 1800 flyttade Rudbeck till Jakobsbergs gård. Det var sedan Adolf Rudbeck flyttat till Almare-Stäket som han under sin tid där donerade pengar år 1798, ett stående kapital, till en skolinrättning för Spånga och Järfälla socknar, till en blivande Spånga-Järfälla skola. 

### Rudbecks insamling
Adolf Rudbeck ägde, som ovan nämnts, flera egendomar i Järfälla socken, bland annat Görväln, Jakobsberg och Skälby gård samt flera gårdar i Spånga socken. Rudbeck föreslog att försäljning av säd ur socknarnas sädesmagasin, bidrag från kyrkokassorna och donationer från dem som hade egendomar i de båda socknarna skulle kunna möjliggöra ytterligare finansiering. Detta hörsammades av sockenstämman och år 1800 skrev kyrkoherden Lars Lindström ett brev till de större jordägarna i både Järfälla och Spånga för att be dem lämna bidrag till en gemensam skola. Så här löd några rader i prostens brev, som uppenbarligen gjorde intryck: "Wördade Herrar och Ägendomsägare inom dessa Församlingar! welen I undgå at se ibland Edra underhafvande kärleken förkolna, flit och trohet försvinna, ärligheten blifva sällsynt, dygden föraktas, sanningen äfventyras och lasten tiltaga; så behjerten denna omständighet, och understödjen med en friwillig gofva denna Christeliga inrättning!"
Bland annat skänkte ägarna till Säby gård, Viksjö gård och Riddersviks gård pengar till en blivande skola. Men det dröjde ytterligare fem år innan en skolkommitté tillsattes, som då kunde konstatera att de inkomna bidragen inte räckte till. Därför beslöt man att ur socknarnas spannmålsmagasin sälja råg och korn för att få ihop ett erforderligt kapital. Efterhand fick församlingen också ytterligare donationer för skolans räkning. Den första skolan startade 1810 och låg nära Enköpingsvägen, på Hjulsta gårds ägor. Hjulsta gård gränsade till Barkarby och därigenom kom skolan att ligga nära sockengränsen, med tanke på att de blivande eleverna kom från två socknar.
En kommitté för skolans uppförande bildades. Kommittén utsåg en lämplig plats för skolan. Det var en slätt ovanför stora landsvägen mellan Kolkärrsbacken och Spånga båtsmansstuga. Skolbyggnaden stod klar år 1810, och fram till 1845 varade den gemensamma skolorganisationen.
I Stockholms stadsarkiv finns ett originalfaksimile från Spånga kyrkoarkiv, där friherre David Stierncrona, ägare till Åkeshovs slott i Bromma, har undertecknat ett upplåtelsebrev på tomtmark för Spånga-Järfälla skola, daterad den 30 april 1806. David Stierncrona ägde Hjulsta gård, som tillhörde Ålstens gård i Bromma. Hjulsta gård låg ungefär 600 meter söder om nuvarande Hjulstamotet. Friherre David Stierncrona lämnade tillstånd till församlingarna att uppföra en skolbyggnad på platsen, en slätt ovanför stora landsvägen mellan Kolkärrsbacken och Spånga båtsmansstuga. Dock fick ej mer än 16 famnar i fyrkant användas för ändamålet. Den sammanlagda kostnaden för skolhusbygget uppgick då till 755 riksdaler 34 skilling banco, således betydligt mer än den kalkylerade summan.

## Skolan
Spånga-Järfälla skola stod klar år 1810, den låg ungefär mitt emellan några byggnader vid Enköpingsvägen på den götmanska tomten och Elinsborg, nordväst om Spånga kyrka. Fram till 1845 varade denna gemensamma skolorganisation för Spånga och Järfälla. 1842 års folkskolestadga för folkskoleundevisningen i riket förordade en fast skola i varje socken. Skolstadgan förordade helst en fast skola i varje församling. I Spånga-Järfälla fick förordningen inte någon omedelbar inverkan på skolorganisationen. Men 1844 nämns tanken att inrätta en egen skola i Järfälla, och motivet till detta var den långa skolvägen för många av skolbarnen i Järfälla samt folkskolestadgan, som fastställdes den 18 juni 1842. År 1846 fick Järfälla sin egen skola, Aspnässkolan, och då upplöstes skolgemenskapen med Spånga, som då ensamt övertog huset, och ersatte Järfälla med 1/3 av dess värde.
För undervisningen i Järfälla fanns det från 1753 en fattigstuga, Järfälla fattigstuga. Den första fattigstugan låg strax norr om Barkarby torg och uppfördes under åren 1753-1754. Stugan hade endast två rum och förstuga. Ett av rummen användes nästan ända från början till skolsal. Barnen blev undervisade av klockaren och gamla läskunniga gummor och gubbar, samt av soldater och pigor. Fattigstugan revs 1834. Man använde då byggnadsmaterialet vid uppförandet av en ny fatigstuga på en tomt vid Järfälla kyrka i Barkarby.
År 1846 öppnades Järfällas första egna skola, det var Aspnässkolan eller Jakobsbergs skola, såsom ovan nämnts. Det skolhuset var en mangårdsbyggnad vid Aspnäs i Jakobsberg som man köpte in för skoländamål och som tidigare hade fungerat som en vägkrog. Vägkrogen hade upphört tre år tidigare, år 1843, den låg i nuvarande centrala Jakobsberg och hette Skruven, ett stort hus där det bedrevs krog. Den låg vid vägkorsningen som kallas Aspnäs vägskäl. Idag andas namnet lantlig idyll där den låg vid Gamla Enköpingsvägen, genomfartsleden mellan Stockholm och Enköping, och mötte Allévägen, som idag är Viksjöleden, Då var det en lång allé mellan två av socknens främsta gårdar, Jakobsberg och Säby. Torpet Aspnäs gav namn åt korsningen. Där torpet Aspnäs låg fram till 1840-talet ligger idag bostadsrättsföreningen Aspnäs, brf Aspnäs, med två svängda höghus. I folkmun heter de husen bananhusen. Diagonalt över korsningen från Aspnäs låg Skruven. Krogverksamheten upphörde omkring 1820, men bebyggelsen fanns kvar till 1890-talet som bostad för Säby gårds hantverkare.

## Källa
- Järfälla skolor förr och nu, 1983.
- Lars Gustafsson j:r, Järfällaboken 1957.
- Lars Gustafsson j:r, Järfällaboken 1986.